# Herbert Fröhlich
 (mars 2020).
Herbert Fröhlich (né le 9 décembre 1905 à Rexingen ; mort le 21 janvier 1991) est un physicien anglais d'origine allemande et d'origine juive.

## Biographie
Fröhlich était le fils de Fanny Frida (née. Schwarz) et Jakob Julius Fröhlich.
La famille a déménagé à Munich en 1907, où Herbert Fröhlich a d'abord travaillé pendant une courte période après avoir terminé ses études. À partir de 1927, il étudie la physique et obtient son doctorat en 1930 d'Arnold Sommerfeld sur l'« effet photo sur les métaux ».
Il a ensuite un poste de maître de conférence à l'Université de Fribourg.
Comme de nombreux scientifiques juifs contemporains, Fröhlich a dû quitter l'Allemagne et faire des recherches et enseigner - après avoir brièvement séjourné à Leningrad (Saint-Pétersbourg, Russie) à l'Institut Joffe à l'invitation de Yakov Frenkel — en Angleterre à l'université de Bristol (1935-1948) avec Nevill Mott.
En 1948, sur la recommandation de James Chadwick il a reçu la première chaire de physique théorique à l'université de Liverpool, où il a également travaillé comme professeur émérite jusqu'en 1991 après sa retraite en 1973, avec d'autres institutions.
Il a passé sa carrière à Bristol puis à Liverpool tout en faisant quelques longs séjours en Allemagne, au Japon et en Amérique. Il est mort à Liverpool le 23 janvier 1991, à 85 ans.

## Œuvre scientifique
Il a entamé sa carrière scientifique peu après la formulation de la nouvelle mécanique quantique, qu'il a toute sa vie cherché à décliner, en l'appliquant à des problèmes encore en suspens dans les domaines de la physique, de la chimie, et — c'est ce qui le différentie des physiciens de sa génération tels que Hans Bethe, Rudolf Peierls, Eugene Wigner, Edward Teller, Nevill Francis Mott… — de la biologie.
Il a appliqué la mécanique quantique aux électrons des métaux, puis à Bristol (avant et durant la guerre) a développé une théorie du comportement diélectrique, et expliqué le claquage diélectrique, ce qui lui a ouvert des financements et un soutien de l'industrie électrique.
Passionné toute sa vie par la physique des particules, à Liverpool il s'attache à comprendre la supraconductivité (alors encore inexpliquée), montrant que l'interaction électron-phonon pouvait induire une faible attraction entre électrons. La preuve que cet appariement aboutissait à la supraconductivité s'est faite plus tard (récompensée par le prix Nobel de Bardeen, Cooper et Schrieffer), mais Herbert Fröhlich avait deviné que la supraconductivité provenait de cette force attractive, prédisant que la température de transition, dépendrait de la fréquence vibrationnelle des phonons, et donc de la masse isotopique.
Il s'est progressivement intéressé à certains problèmes de nature biologique, y déclinant des concepts qu'il avait élaboré lors de ses travaux sur la supraconductivité, faisant un pont entre la physique théorique et certaines interactions complexes au sein des organismes vivants ; il a été le premier à proposer que des entités biologiques puissent générer des phonons.
Il a proposé un nouveau mécanisme d'interaction biophysique entre vagues d'ondes électromagnétiques à très haute fréquence et l'environnement biologique.
Bien qu'il n'y ait toujours pas de consensus scientifique sur la nature et les effets exacts des interactions entre ondes électromagnétiques de très haute fréquence et/ou d'intensité extrêmement faible et l'environnement biologique à différents niveaux d'organisation (du niveau moléculaire aux organismes en passant par l'ADN et les organes), des thérapies basées sur l'exposition à des ondes millimétriques sont utilisées pour la gestion de plus de 120 maladies dans des domaines très divers (cardiologie, neurologie, oncologie, gynécologie, urologie, gastro-entérologie, chirurgie, pharmacologie et pédiatrie).

## Distinctions
Il a été nommé deux fois pour le Prix Nobel.